# Acrosphalia
Acrosphalia là một chi bướm đêm thuộc họ Noctuidae.